# 罗俱维拉
罗俱维拉 （ ,  ,  ) 是一位印度-斯基泰大总督 ( Mahākṣatrapa )，是公元 10 年左右统治印度次大陆北部马图拉地区的“北部总督”之一。马图拉狮柱头正是在罗俱维拉统治下被建成并供奉的。 在印度中部，印度-斯基泰人在公元前 60 年左右从印度统治者手中征服了马图拉地区。

## 姓名
罗俱维拉的名字出现在一系列其发行的钱币上，其中包括以婆罗米文书写的和以佉卢文表示的 (  ), Rajavula ( 𐨪𐨗𐨬𐨂𐨫 ),和Rajula( 𐨪𐨗𐨂𐨫 ), 它们均来自塞语单词 ，意为“亲政之王” 

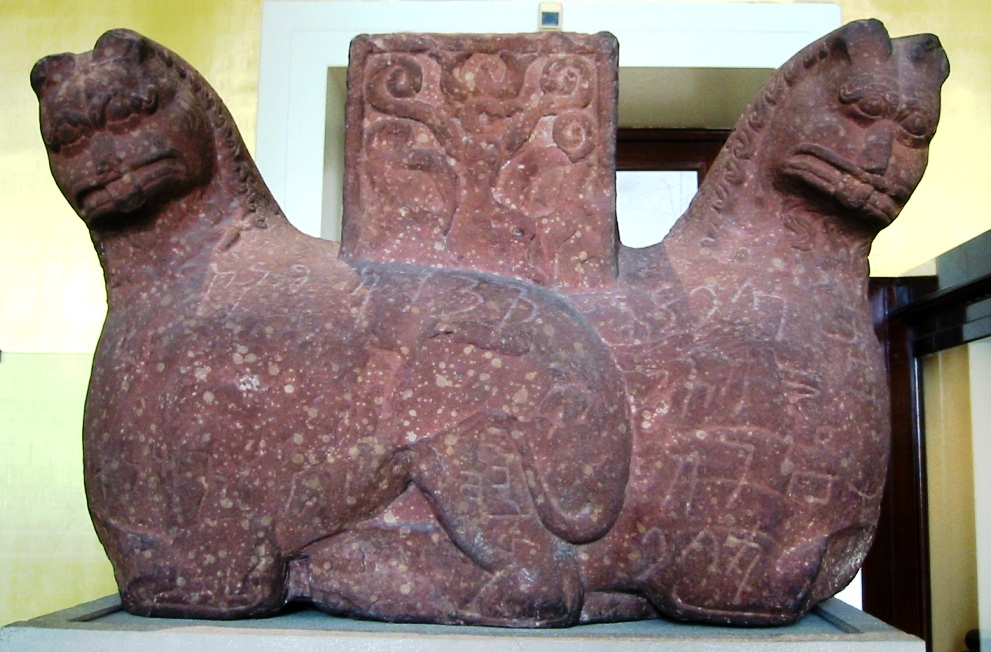
印度-斯基泰时期的马图拉狮柱头，建于公元 1 世纪，提到了罗俱维拉和他的妻子（大英博物馆藏）。

## 人物经历
一般认为，罗俱维拉入侵了位于旁遮普东部的最后一块印度-希腊王国领土，并取代了印度-希腊的末代国王斯特拉托二世和斯特拉托三世。罗俱维拉发行的大多数货币在形制和图案上均模仿了被他所取代的印度-希腊统治者的造币。 